# Mireșu Mare
Mireșu Mare (in ungherese Nagynyíres) è un comune della Romania di 5 110 abitanti, ubicato nel distretto di Maramureș, nella regione storica della Transilvania. 
Il comune è formato dall'unione di 7 villaggi: Dăneștii Chioarului, Iadăra, Lucăcești, Mireșu Mare, Remeți pe Someș, Stejera, Tulghieș.
L'esistenza di Mireșu Mare è attestata per la prima volta in un documento del 1405, tuttavia nella zona del villaggio di Tulghieș sono state ritrovate monete Dace e Romane risalenti al I-III secolo.